# L'arca di Noè (album Sergio Endrigo)
L'arca di Noè è il primo album dal vivo del cantautore italiano Sergio Endrigo, pubblicato dalla Fonit Cetra nell'aprile 1970. È un album doppio, registrato dal vivo il 7 marzo 1970 al Piccolo Teatro di Milano. 

## Tracce

### Lato A
1. Vecchia balera-  Sergio Endrigo
2. Il primo bicchiere di vino-  Sergio Endrigo
3. Plaisir d'amour -  Jean-Paul-Égide Martini (musica)
Jean-Pierre Claris de Florian (testo)
4. Teresa -  Sergio Endrigo
5. Aria di neve-  Sergio Endrigo
6. Viva Maddalena-  Sergio Endrigo
7. Io che amo solo te-  Sergio Endrigo
8. La ballata dell'ex-  Sergio Bardotti, Sergio Endrigo

### Lato B
1. Il dolce paese-  Sergio Endrigo, Gianni Musy
2. San Firmino-  Sergio Bardotti, Sergio Endrigo
3. La ballata dell'ex (ripresa)
4. Il treno che viene dal sud-  Sergio Endrigo
5. La ballata dell'ex (finale)
6. Perché non dormi fratello-  Sergio Bardotti, Sergio Endrigo
7. L'arca di Noè-  Sergio Endrigo

### Lato C
1. Canzone per te-  Sergio Bardotti, Sergio Endrigo
2. Poema dagli occhi(Poema Dos Olhos da Amada) -  Sergio Bardotti, Paulo Soledade, Vinícius de Moraes
3. La rosa bianca -  Sergio Endrigo (musica), José Martí (testo)
4. Se è lontana, Raphael-  Nicolas Guillen
5. La colomba -  Rafael Alberti, Sergio Endrigo, Carlos Guastavino
6. Anch'io ti ricorderò-  Sergio Endrigo
7. Camminando e cantando (Pra não dizer que não falei das flores) -  Sergio Bardotti, Sergio Endrigo, Geraldo Vandré

### Lato D
1. Via Broletto-  Sergio Endrigo
2. Girotondo intorno al mondo -  Sergio Endrigo, Paul Fort
3. Il soldato di Napoleone -  Sergio Endrigo, Pier Paolo Pasolini
4. Di queste case... -  Giuseppe Ungaretti
5. La casa -  Vinícius de Moraes, Sergio Bardotti
6. La guerra-  Sergio Endrigo

## Formazione
- Sergio Endrigo – voce, chitarra
- Luis Bacalov – spinetta, pianoforte
- Giorgio Carnini – organo
- Ettore Cenci – chitarra
- Bruno Crovetto – basso
- Leonello Bionda – batteria
- Pasquale Liguori – aggeggi
- Renzo Fontanella – flauto, violino